# Fort Chaudfontaine
Het Fort Chaudfontaine is een van de twaalf forten in de fortengordel opgericht voor de verdediging van de Belgische stad Luik in de late negentiende eeuw op initiatief van de generaal Henri Alexis Brialmont. Het fort ligt ten noorden van Chaudfontaine op een heuvel.

## Geschiedenis
Het fort werd gebouwd tussen 1888 en 1892, als een moderne betonnen infrastructuur, uitgerust met de nieuwste wapens van die tijd. Het fort van Chaudfontaine is een van de zes kleine forten in gordel rond Luik. Het domineert de vallei van de Vesder en ligt op de rechteroever op een hoogte van 220 meter. Het ligt, net als Fort Embourg, ten zuiden van Fort Fléron.
Tijdens de Eerste Wereldoorlog zwichtte het fort na twee dagen van verzet op 13 augustus 1914, na de explosie van een Duitse granaat in de gewelven van het kruitmagazijn. De straat die naar het fort leidt werd later omgedoopt tot "rue du XIII Août" (13 Augustusstraat ) en er werd een militaire begraafplaats ingericht met een gedenkteken voor de 71 slachtoffers die omkwamen in de brand.
In 1933 werd het fort hersteld, herbewapend en versterkt. In de Tweede Wereldoorlog bood het fort een paar dagen weerstand, maar werd door een zwaar bombardement van de Luftwaffe getroffen op de ochtend van 17 mei 1940. Het fort werd op het eind van de dag verlaten na de explosie van een Duitse granaat binnenin het gebouw en een obus bij de ingang.
In de jaren 1990 werd Fort Chaudfontaine aangekocht door CSM asbl en ingericht als avonturenpark. CSM asbl is een asbl gesticht in 1980 die verschillende sportactiviteiten aanbiedt in de provincie Luik voor particulieren, scholen en bedrijven.

## Kaart

De positie van het fort in de fortengordel.